# サラリーマン死神

水木しげるロードに設置されている「死神」のブロンズ像。

『サラリーマン死神』（サラリーマンしにがみ）は、水木しげるの漫画作品、並びにアニメ『ゲゲゲの鬼太郎』第2シリーズのエピソード。

## 概要
『サラリーマン死神』は『ビッグコミック』（小学館）1968年12月1日号から1969年4月1日号まで連載。『河童の三平』でデビューし、後に『ゲゲゲの鬼太郎』や『コケカキイキイ』などにも登場する「死神」を主人公に据えた作品。作中では示されていないが、一部の書籍では『河童の三平』に登場する死神とは遠い親戚だと解説されている。単身赴任の死神が、ノルマを達成するために奔走する悲哀を帯びた物語であり、小市民的な死神の姿を使って社会の実情を風刺している。
単行本は1971年に朝日ソノラマのサンコミックスから刊行。その後、講談社KCスペシャル『死神の招き 水木しげる不思議な世界(3)』（1987年）、ちくま文庫『死神の招待状 妖怪ワンダーランド(6)』（1995年）に収録された。

## あらすじ
「死神106番」は成績不振のためエンマ社長から地上へ単身赴任を命じられる。仕事のノルマは1年間に12人の魂を地獄に連れて行く事。しかし、死神とはいえ人間より優れた力がある訳ではないので、ノルマ達成には知恵を絞る事になる。

## 主な登場キャラクター
死神106番
本作品の主人公。妻子を養うためにノルマ達成まで地上勤務を続ける死神のサラリーマン。人間を無理やり引っ張り込む様な事はできず、死神がいると気づかれずに、且つ直接手をふれずに殺さなければならない。
青子
死神106番の妻。息子の骨太と地獄で暮らしていたが、地上にいる夫が心配になり会いに行く。
貧乏神
1人でも貧乏人を増やすというノルマに追われている。死神と同じく特別優れた力はない上に、人間を貧乏にさせる為に物を盗ったり火をつけるといった事は禁止されている。
パシャ
トルコの死神。霊の自由化が認められ日本で仕事を始める。安達が原の鬼婆と大口取り引きをしている。
鬼婆
安達が原に住む堕胎医。妖怪や地獄の住人相手に商売をしている。
かくれ座頭
祭りの日を好んで現れ、毎月1人ずつ男を捕まえて「かくれ里」へ連れて行く。
サトリ
人間の考えている事や、全ての事が人間より先に分かる能力を持っている。

## アニメ
アニメ『ゲゲゲの鬼太郎』第2シリーズ（1971年 - 1972年）では、大人向けの風刺短編や怪奇短編など、鬼太郎以外の水木作品を原作とするエピソードが多数放映され、『サラリーマン死神』シリーズもアレンジを加えてアニメ化されている。下記は該当する放映話とサブタイトル、並びに原作。
- 第34話「死神とサトリ」 （原作： 『ねたみ』、『死神の招き』）
- 第38話「隠れ里の死神」 （原作： 『蒸発』）
- 第42話「死神と貧乏神」 （原作： 『枯れ葉』）
- 第45話「死神のノルマ」 （原作： 『涙のノルマ』）

なお、『ゲゲゲの鬼太郎』第5シリーズでも本作の設定を一部引き継いだ死神が登場する。

## 書籍情報
- 『サラリーマン死神』 朝日ソノラマ〈サンコミックス〉、1971年4月
- 『水木しげるの不思議な世界3　死神の招き』 講談社〈KCスペシャル〉、1987年3月、ISBN 4-06-101299-1
- 『死神の招待状　妖怪ワンダーランド6』 筑摩書房〈ちくま文庫〉、1995年7月、ISBN 4-480-03066-2
- 『世界怪奇シリーズ〔全〕／サラリーマン死神〔全〕他』 講談社〈水木しげる漫画大全集〉、2013年7月、ISBN 978-4-06-377522-8